# Hof ten As

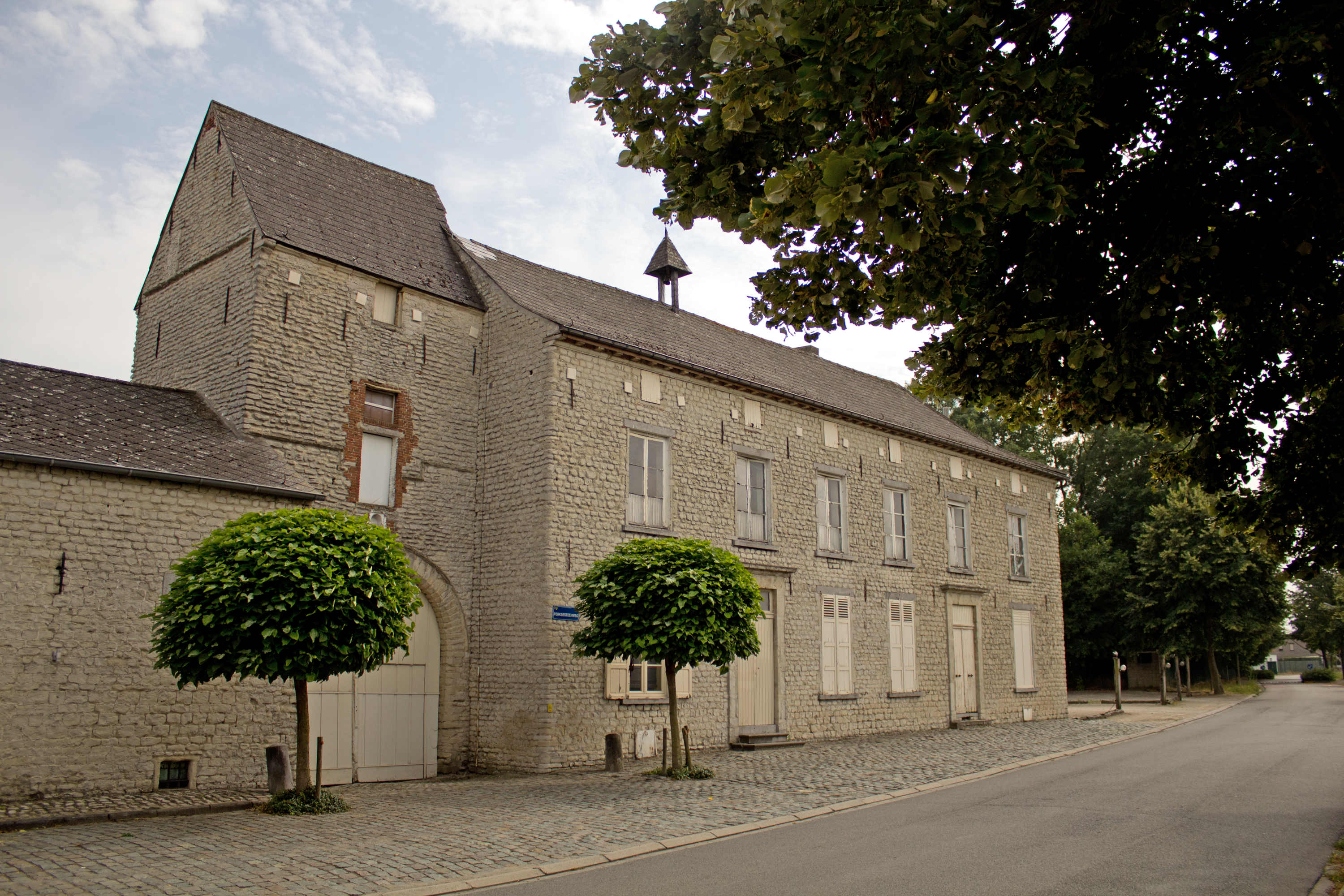
Hof ten As, straatwand

Het Hof ten As is een historische vierkantshoeve in de tot de Vlaams-Brabantse gemeente Steenokkerzeel behorende plaats Melsbroek, gelegen aan de Perksesteenweg 37.

## Geschiedenis
In 1395 werd het hof voor het eerst vermeld. In de 16e eeuw was het eigendom van de familie Madoets. In 1694 werden de gebouwen verwoest door voorbijtrekkende troepen. De hoeve werd herbouwd en kwam in 1728 in bezit van de graaf van Tirimont.

## Gebouw
De gebouwen zijn rond een binnenplaats gegroepeerd en aan de straatzijde toegankelijk via een poortgebouw dat vermoedelijk van ongeveer 1500 is. In de 17e eeuw werd de toren van het poortgebouw een woonhuis. Rechts daarvan een groot woonhuisgedeelte met woningen voor de herenboer en de pachter. In de 18e eeuw werd een dakruitertje geplaatst. De stallen, haaks op het woonhuis, zijn 18e- en 19e-eeuws. Ook is er een langsschuur met een deel van 1723 en een deel van 1801.